# ОШ Партизански дом Доњи Бучумет
ОШ „Партизански дом” у Доњем Бучумету, једна је од установа основног образовања на територији општине Медвеђа, основана 1903. године.
По оснивању школу су похађала деца из Бучумета, Лалиновца, Рујковца, Бачевине и Гајтана. У ондашњој школској згради радило се све до Другог светског рата. Затим је непријатељ спалио постојећу и на истом месту су после рата, односно 1947. године, мештани саградили зграду која је и данас у употреби. 
Од четвороразредне школе је исте године прерасла у осмогодишњу, од када и носи данашње име.  
У свом саставу има истурена одељења у селу Горњи Бучумет и Рујковац.